# Federação Nacional de Voleibol da Eritreia
A Federação Nacional de Voleibol da Eritreia  (em inglêsːEritrean National Volleyball Federation, ENVF) é  uma organização fundada em 1964 que governa a pratica de voleibol na Eritreia, sendo membro da Federação Internacional de Voleibol e da Confederação Africana de Voleibol, a entidade é responsável por  organizar  os campeonatos nacionais de  voleibol masculino e feminino no país.